# Pyramidenspitze
Die Pyramidenspitze ist ein 1997 m ü. A. hoher Gipfel im Zahmen Kaiser in Tirol.
Die Pyramidenspitze ist nach der weitgehend unbekannten, 2002 m hohen Vorderen Kesselschneid zwar nur der zweithöchste Gipfel im Zahmen Kaiser, jedoch sein bekanntester und am häufigsten bestiegener.
Nach Süden und Westen erstreckt sich von der Pyramidenspitze ein verkarstetes, latschenbewachsenes Hochplateau, das teils schrofig ins Kaisertal abfällt und einen langen Grat mit mehreren Gipfeln bis nach Kufstein entsendet. Nach Norden schließt sich durch eine Scharte getrennt die Jovenspitze an. Nach Nordwesten fällt die Pyramidenspitze schrofig steil über das Eggersgrinn ab, nach Nordosten bricht sie mit Felsabstürzen ins Winkelkar ab.

## Routen
Von Westen ist die Pyramidenspitze von der Vorderkaiserfeldenhütte aus über einen langen, aber lohnenden Weg zu erreichen, der an Naunspitze (1633 m), Petersköpfl (1745 m) und Einserkogel (1924 m) vorbeiführt und ohne Schwierigkeiten in 2,5 Stunden zum Gipfelkreuz der Pyramidenspitze führt. Anspruchsvoller ist die nördliche Route mit Ausgangspunkt in Durchholzen. Bis zum Winkelkar ist dieser Weg problemlos, von dort führt ein Klettersteig (A/B) auf den Gipfel, Gehzeit insgesamt 3 Stunden im Aufstieg. Teilweise ist hier auch mit erheblicher Steinschlaggefahr zu rechnen.